# 분고모리역
분고모리역(일본어: 豊後森駅)은 일본 오이타현 구스군 구스정에 위치한 규슈 여객철도 규다이 본선의 철도역이다. 단선 · 섬식의 형태를 합친 복합 구조의 승강장을 갖춘 지상역이다.

## 이용 현황
| 승차 인원 추이 | 승차 인원 추이    |
| 연도           | 1일 평균 이용객수 |
| -------------- | ----------------- |
| 2000           | 492               |
| 2001           | 481               |
| 2002           | 506               |
| 2003           | 519               |
| 2004           | 494               |
| 2005           | 450               |
| 2006           | 433               |
| 2007           | 436               |
| 2008           | 454               |
| 2009           | 425               |
| 2010           | 406               |
| 2011           | 375               |

## 역 주변
- 분고모리 기관고
- 구스 정 주오 공민관
- 국도 제210호선
- 구스 강
- 니시닛폰 신문 구스 에리어 센터

## 역사
- 1929년 12월 15일 : 일본 철도성(일본국유철도)의 역으로서 개업.
- 1987년 4월 1일 : 일본국유철도 분할 민영화에 의해, 규슈 여객철도가 승계.

## 인접 역
| 규다이 본선            | 규다이 본선   | 규다이 본선      |
| ---------------------- | ------------- | ---------------- |
| 기타야마다 구루메 방면 | ■ 규다이 본선 | 에라 오이타 방면 |